# L'Aguilassa
La Guilassa és una masia de l'Esquirol (Osona) inclosa a l'Inventari del Patrimoni Arquitectònic de Catalunya.

## Descripció
Masia de planta rectangular (11 x 9 m), coberta a dos vessants i amb el carener paral·lel a la façana, situada a llevant. Consta de baixos i planta i està adossada al pendent del terreny pel sector Est. La façana principal, que gràcies al pendent dona a peu de planta, presenta solament un portal rectangular amb emmarcaments de totxo, amb la inscripció en una rajola de "Cuartel Nte." La façana sud presenta tres finestres modernes amb llinda i ampit de Portland i una petita amb emmarcaments de totxo a la planta. Totes les obertures de l'edifici tenen els emmarcaments de totxo. La façana Oest presenta als baixos un portal que dona a les corts i una finestra, i a la planta una terrassa amb dos portals. La façana Nord presenta als baixos un cos de totxana cobert amb fibrociment (uralita), amb tres portals i quatre finestres, i a la planta dues finestres. Es pot observar que la part superior de l'edifici està construït amb tàpia.

## Història
Edifici també anomenat la Vilassa, de construcció recent.
Apareix al "Nomenclator de la Provincia de Barcelona. Partido Judicial de Vich. 1860" com a casa de pagès.